# Aloe parviflora
Aloe parviflora é uma espécie de liliopsida do gênero Aloe, pertencente à família Asphodelaceae.